# Jenna Flynn
Jenna Michelle Flynn (* 11. Juni 2004 in San José, Kalifornien) ist eine Wasserballspielerin aus den Vereinigten Staaten. Sie gewann bis 2024 einen Titel bei Weltmeisterschaften sowie einen Titel bei Panamerikanischen Spielen.

## Sportliche Karriere
Die 1,73 Meter große Jenna Flynn besuchte die Leland High School und studiert seit 2022 an der Stanford University. Mit dem Team von Stanford gewann sie 2023 den Meistertitel der National Collegiate Athletic Association. 2017 und 2019 siegte sie bei den Panamerikanischen Juniorenmeisterschaften. 2022 wurde sie mit dem US-Team Juniorenweltmeisterin, wobei sie mit 29 Toren die Top-Scorerin war.
2023 spielte sie erstmals bei einem großen Turnier in der Nationalmannschaft. Bei der Weltmeisterschaft 2023 verlor die Mannschaft im Viertelfinale gegen die Italienerinnen und wurde nach den Platzierungsspielen Fünfte. Drei Monate später bei den Panamerikanischen Spielen 2023 gewann das US-Team vor den Kanadierinnen, wobei Flynn im Finale fünf Tore warf. Im Februar 2024 bei der Weltmeisterschaft in Doha siegte das US-Team im Viertelfinale gegen die Australierinnen und im Halbfinale gegen die Spanierinnen. Im Endspiel bezwang die Mannschaft die Ungarinnen mit 8:7. Flynn steuerte insgesamt elf Tore bei. Bei den Olympischen Spielen 2024 in Paris siegte die Mannschaft im Viertelfinale gegen die Ungarinnen. Nach einer Halbfinalniederlage gegen die Australierinnen verlor das US-Team das Spiel um Bronze gegen die Niederländerinnen. Flynn warf im Spiel um Bronze zwei ihrer 13 Turniertore.